# Tropoj beskorystnoj ljubvi
Tropoj beskorystnoj ljubvi (Тропой бескорыстной любви) è un film del 1971 diretto da Agasi Arutjunovič Babajan.

## Trama
Il film racconta le avventure del guardaboschi Mikhalyč e del trotto Kunak lungo i sentieri nascosti della foresta.